# Vụ bê bối dàn xếp tỉ số bóng đá Đức năm 2005
Đầu năm 2005, bóng đá Đức bị lu mờ khi phát hiện ra vụ bê bối dàn xếp bóng đá có giá trị 2 triệu euro tập trung vào một trọng tài hạng hai Robert Hoyzer, người đã thú nhận việc dàn xếp và cá cược các trận đấu ở giải hạng của bóng đá Đức 2. Bundesliga, DFB-Pokal (Cúp quốc gia Đức), và sau đó là giải hạng ba Regionalliga. Vụ bê bối này là vụ tranh cãi lớn nhất trong bóng đá Đức kể từ vụ bê bối Bundesliga đầu những năm 1970, khi nhiều cầu thủ, huấn luyện viên và quan chức bị cáo buộc có liên quan đến một nhóm tội phạm có tổ chức trong kế hoạch này, xảy ra vào khoảng thời gian trước khi World Cup 2006 khởi tranh với Đức là nước chủ nhà.
Mặc dù không có trận đấu nào ở Bundesliga có sự tham gia của dàn xếp tỷ số, nhưng các trận đấu được đề cập bao gồm trận đấu ở vòng một DFB Pokal giữa đội bóng khu vực SC Paderborn và đối thủ nặng ký ở Bundesliga Hamburger SV diễn ra vào ngày 21 tháng 8 năm 2004. Hamburg đã thua 2-4 với viêc trận đấu rất đáng nghi vấn. Các quả phạt đền được trao cho Paderborn và cầu thủ bóng đá của Hamburg Émile Mpenza bị đuổi khỏi sân vì phản đối việc câu lạc bộ bị loại khỏi giải đấu danh giá này.

## Tổng quan
Bốn trọng tài – Lutz Michael Fröhlich, Olaf Blumenstein, Manuel Gräfe và Felix Zwayer – đã đến gặp các quan chức của Hiệp hội bóng đá Đức (Deutscher Fußball-Bund, DFB) để bày tỏ những nghi ngờ của họ về Hoyzer. Ban đầu, DFB không hành động ngay lập tức, nhưng sau khi biết về những cáo buộc, Hoyzer đã treo còi.
Có dấu hiệu cho thấy Hoyzer đã có các cuộc gặp thường xuyên ở Berlin với ba anh em là thành viên thuộc một tổ chức cờ bạc ở Croatia có liên hệ với một nhóm tội phạm có tổ chức. Sau lời thú nhận của Hoyzer, một số nghi phạm đã bị giám sát và vào ngày 28 tháng 1 năm 2005, một số nghi phạm đã bị bắt. Milan Šapina, người điều hành công ty cá cược thể thao Café King và anh trai Philip đã bị bắt cùng với các cầu thủ của Hertha BSC Alexander Madlung, Nando Rafael và Josip Šimunić. Madlung, Rafael và Šimunić đều góp mặt trong trận thua bất ngờ 3–2 của Hertha trước đội hạng ba Eintracht Braunschweig trong trận đấu ở Cúp quốc gia Đức vào ngày 22 tháng 9 năm 2004, với việc Madlung đá phản lưới nhà ở phút 80 quan trọng, chỉ bốn phút sau khi vào sân với tư cách là một cầu thủ thay thế. Bộ ba này bị nghi ngờ vì được biết là có liên kết với anh em nhà Šapina, nhưng không có bằng chứng nào cho thấy họ thực sự tham gia thao túng trận đấu này hay bất kỳ trận đấu nào khác.
Với tư cách là nhân chứng chống lại Hoyzer, các trọng tài  ở Berlin Lutz Michael Fröhlich và Manuel Gräfe ngay lập tức được miễn nhiệm khỏi trách nhiệm điều hành vì sự an toàn của chính họ đã được thay thế bởi Franz-Xaver Wack và Torsten Kinhöfer. Các trọng tài dự kiến điều hành các trận đấu ở vòng 19 Bundesliga vào ngày 29 và 30 tháng 1 năm 2005 đều được thay đổi một ngày trước khi trận đấu diễn ra.
Hoyzer hợp tác với các nhà điều tra để giúp tìm thêm các chi tiết của kế hoạch, liên quan đến các quan chức, cầu thủ khác và một nhóm người đánh bạc ở Croatia. Điều này dẫn đến một cuộc điều tra của liên đoàn cũng như một cuộc điều tra hình sự. Đến cuối năm 2005, có vẻ như vụ bê bối không liên quan trực tiếp đến giải đấu lớn nhất nước Đức Bundesliga mà chỉ giới hạn ở các giải hạng dưới. Các cuộc điều tra dẫn đến kết quả sau:
- Hoyzer bị cấm suốt đời với bất kỳ vai trò nào trong bóng đá và nhận mức án 2 năm 5 tháng tù. Bản án tù dành cho Hoyzer và 5 bị cáo khác được xác nhận vào tháng 12 năm 2006 sau khi họ thua kiện trong lần kháng cáo cuối cùng trước tòa.
- Trọng tài Dominik Marks bị cấm thi đấu suốt đời và nhận mức án 1 năm 6 tháng vì liên quan đến hành vi của mình.
- Ba anh em người Croatia dàn dựng âm mưu này nhận mức án từ 2 năm 11 tháng tù đến 1 năm tù treo.
- Trọng tài Felix Zwayer đã bị cấm thi đấu 6 tháng vì liên quan đến cáo buộc nhận hối lộ 300 euro từ Hoyzer.
- Trọng tài Torsten Koop nhận lệnh cấm thi đấu 3 tháng vì không báo cáo kịp thời pha tiếp cận của Hoyzer.
- Các trận đấu có sự tham gia của các quan chức và cầu thủ bị cáo buộc hoặc bị kết án vì liên quan đến kế hoạch này sẽ được liên đoàn xem xét.
- Hamburger SV đã nhận được khoản bồi thường trị giá lên tới 2 triệu euro vì bị buộc phải rời khỏi DFB Pokal sớm và khoản bồi thường cho một số đội khác bị ảnh hưởng đã được sắp xếp.
- Sau khi xem xét, các trận đấu lại đã được yêu cầu thực hiện đối với một số trận đấu ở hạng thấp hơn, trong khi các kết quả khác được phép giữ nguyên.
- Một số thay đổi đã được đưa ra hoặc đề xuất để đảm bảo sự giám sát chặt chẽ hơn đối với trọng tài và các quan chức trận đấu khác.
- Một khi các vấn đề hình sự liên quan đã được giải quyết, dự kiến một số vụ kiện dân sự sẽ phát sinh khi một số câu lạc bộ và cá nhân yêu cầu bồi thường cho những tổn hại phải gánh chịu do vụ bê bối.

## Phản hồi từ DFB ( Liên đoàn bóng đá Đức )
DFB-Kontrollausschuss (Ủy ban kiểm soát DFB) đã phản ứng với vụ bê bối bằng một số biện pháp nhằm ngăn chặn những sự cố tương tự trong tương lai:
- Ban đầu, ủy ban dự định tuân theo luật lệ của UEFA về việc chỉ định các quan chức trận đấu chỉ thông báo trước hai ngày trước trận đấu, thay vì theo lịch trình hiện tại là thông báo trước bốn ngày. Đề xuất này đã bị bỏ qua vì không thực tế.
- Các trọng tài được thăng chức điều hành các trận đấu ở giải hạng hai trước tiên sẽ được giám sát trong khoảng thời gian ba năm tại Regionalliga.
- Trước đây, các trận đấu có sự tham gia của các đội Bundesliga tại Cúp quốc gia Đức không được trọng tài quan sát nhưng sẽ có trong tương lai. Trọng tài thứ tư này sẽ được cấp chứng chỉ cho các trận đấu ở giải hạng nhất và có thể đóng vai trò là trọng tài thay thế trận đấu trong thời gian ngắn nếu được yêu cầu.
- Hai trọng tài cấp dưới có thể được thay thế vào ngày thi đấu theo chỉ đạo của trọng tài liên đoàn.
- Phát lại video sẽ được sử dụng rộng rãi hơn trong tương lai.
- Khi một vấn đề tiềm ẩn đã được xác định với các quan chức của trận đấu, tất cả những người liên quan có thể bị đình chỉ tạm thời ngay lập tức theo hệ thống cảnh báo sớm cho đến khi vấn đề được giải quyết.
- DFB đang đề xuất cung cấp chương trình cá cược thể thao của riêng mình cho giải đấu trong năm 2006–07 để có một số quyền kiểm soát và giám sát hoạt động bên lề phổ biến và sinh lợi.
- Có một số cân nhắc về trách nhiệm trong việc lựa chọn trọng tài trận đấu được giao cho DFL (Deutsche Fußball Liga hoặc Liên đoàn bóng đá Đức), cơ quan quản lý chịu trách nhiệm về toàn bộ bóng đá Đức, thay vì để việc này cho các giải đấu riêng lẻ kiểm soát. .

Những biện pháp này được coi là bước đầu tiên ngay lập tức được thực hiện để giải quyết vấn đề dàn xếp trận đấu. Các đề xuất chi tiết khác sẽ được đưa ra bởi một ủy ban chuyên gia được chỉ định để giải quyết vấn đề. Vào ngày 13 tháng 2 năm 2005, DFB công bố Ausschuss für das Issue Spielmanipulationen (Ủy ban về vấn đề thao túng trận đấu) được thành lập gồm Chủ tịch DFB Zwanziger, Chủ tịch DFL Hackmann, Thủ quỹ Schmidhuber và Tổng thư ký Horst Schmidt.
DFL cũng đang xem xét việc thay đổi truyền thống bằng cách tuyển dụng các quan chức chuyên nghiệp thay cho các cầu thủ nghiệp dư hiện đang nhiệm chức. Chủ tịch DFL Werner Hackmann coi bước đi gây tranh cãi này là có thể xảy ra sau vụ bê bối dàn xếp gần đây. Cựu chủ tịch hội đồng quản trị tại Hamburger SV cảm thấy rằng việc sử dụng các trọng tài toàn thời gian với mức lương cao có thể giúp làm chệch hướng các nỗ lực hối lộ trong tương lai. Cựu cầu thủ ngôi sao và người đứng đầu Ban tổ chức FIFA World Cup 2006 của Đức Franz Beckenbauer bày tỏ sự phản đối ý tưởng tuyển dụng các quan chức chuyên nghiệp vì cảm thấy rằng hệ thống hiện tại đã hoạt động khá tốt và được hỗ trợ vững chắc bởi chương trình đào tạo xuất sắc do DFB điều hành. Cựu trọng tài FIFA Hellmut Krug, Giám đốc quan chức DFB (Schiedsrichterabteilung) đã chỉ trích hệ thống kiểm soát mà DFB áp dụng vì người ta đã biết từ lâu rằng Hoyzer đã đưa ra những quyết định không rõ ràng, nhưng không có hành động nào được thực hiện. Ông cũng nhấn mạnh nhu cầu chung hơn đối với người quan sát là chuẩn bị báo cáo trận đấu bằng văn bản cũng như thông lệ đối với tất cả các trận đấu ở Bundesliga.

## Bê bối và FIFA World Cup 2006
Có một số lo ngại rằng vụ bê bối ảnh hưởng đến hiệp hội bóng đá lớn nhất thế giới có thể có tác động tiêu cực đến kỳ World Cup sắp tới do Đức đăng cai vào năm 2006. Trong khi Trưởng ban tổ chức World Cup Franz Beckenbauer bày tỏ quan ngại thì phát ngôn viên chính phủ Thomas Steg thừa nhận rằng những nỗ lực của DFB trong việc hành động một cách cam kết nhằm nhanh chóng giải quyết vấn đề. Một phát ngôn viên của Bộ Nội vụ Đức đã cảnh báo về bầu không khí nghi ngờ chung và sự ngờ vực quá mức do những gì dường như đang được điều tra phạm vi hẹp của vấn đề. Người ta cảm thấy rằng phản ứng trước vụ bê bối của DFB đã chứng tỏ tính hiệu quả chung của các cơ quan quản lý môn thể thao này. Bộ trưởng Nội vụ Otto Schily cũng khuyến khích tất cả các quan chức trò chơi hỗ trợ DFB và văn phòng công tố viên nhanh chóng giải quyết mọi nghi ngờ nêu ra. Ông chỉ ra rằng rõ ràng là đại đa số các quan chức đều hành xử một cách trung thực và chuyên nghiệp và việc nghi ngờ các quan chức của trận đấu mà không có lý do sẽ là không công bằng.
Vụ bê bối đã thu hút sự chú ý của giới truyền thông quốc tế, nhưng DFB và FIFA đã làm việc tích cực để đảm bảo rằng cuộc tranh cãi sẽ kết thúc trước World Cup 2006 diễn ra.

## Những trận đấu bị ảnh hưởng
Trong quá trình DFB điều tra, một số trận đấu đã được kiểm tra để xác định xem liệu có nỗ lực thao túng những trận đấu hay không và liệu nỗ lực đó có ảnh hưởng đến kết quả hay không. Các trận đấu và chi tiết liên quan của chúng được liệt kê dưới đây theo thứ tự thời gian. DFB ấn định ngày hết hạn là ngày 30 tháng 6 năm 2005 để nộp đơn phản đối các trận đấu có thể đã bị cố gắng thao túng. Trong khi Hoyzer đã thu hút sự nghi ngờ của một số quan chức đồng nghiệp của anh ta trước đó, thì trận đấu ngày 21 tháng 8 năm 2004 giữa SC Paderborn 07 và Hamburger SV đã dẫn đến khiếu nại lên DFB.
- 30 tháng 5 năm 2004 Wuppertaler SV – Đội nghiệp dư của Werder Bremen  1–0

Trận đấu tại giải Regionalliga Nord này do Hoyzer làm trọng tài. Không có quyết định thao túng nào xảy ra. Bremen không nộp đơn phản đối vì kết quả này không ảnh hưởng nghiêm trọng đến vị trí của họ trên bảng xếp hạng. Trận đấu không được đá lại và kết quả được giữ nguyên.
- 5 tháng 6 năm 2004 Eintracht Braunschweig – FC St. Pauli 3–2

Trận đấu Regionalliga Nord này do Hoyzer làm trọng tài. Đã có quyết định thao túng nhưng do mùa giải đã kết thúc vào thời điểm đưa ra quyết định nên trận đấu không được đá lại và kết quả giữ nguyên. Các cuộc đàm phán đã được bắt đầu để thu xếp bồi thường cho St. Pauli.
- Ngày 11 tháng 8 năm 2004 Đội nghiệp dư của VfL Wolfsburg  – Fortuna Düsseldorf 1–1

Trận đấu Regionalliga Nord này do Hoyzer làm trọng tài. Không có quyết định thao túng. Trận đấu không được đá lại và kết quả được giữ nguyên.
- 13 August 2004 Đội nghiệp dư của Hertha BSC –  Đội nghiệp dư của Arminia Bielefeld 2–1

Trận đấu Regionalliga Nord này do Dominik Marks làm trọng tài. Hoyzer làm chứng rằng Marks đã nhận tiền để cố gắng thao túng kết quả. Cuộc thi được diễn lại vào gần cuối mùa giải vào ngày 12 tháng 4 năm 2005 với việc Berlin lặp lại chiến thắng của họ, lần này với tỷ số 6: 0. Không có khoản bồi thường nào khác được yêu cầu.
- 14 August 2004 FC St. Pauli – VfL Osnabrück 2–3

Trận đấu Regionalliga Nord này do Hoyzer làm trọng tài. Không có quyết định thao túng. Trận đấu không được đá lại và kết quả được giữ nguyên.
- 21 August 2004 SC Paderborn 07 – Hamburger SV 4–2

Trận đấu mở màn Cúp quốc gia Đức này được làm trọng tài bởi Hoyzer, người thừa nhận đã cố gắng tác động đến kết quả trận đấu bằng cách đưa ra một số quả phạt đền vô cớ đối với Hamburg. Tiền đạo Emile Mpenza của HSV đã bị đuổi khỏi sân vì những lời kêu gọi phản đối. Bản chất rõ ràng là đáng nghi ngờ của các quyết định trong trận đấu này đã khiến một số quan chức đồng nghiệp của Hoyzer phàn nàn với Hiệp hội bóng đá Đức , dẫn đến việc mở cuộc điều tra tiết lộ vụ bê bối.
Vào thời điểm bản sửa lỗi được tiết lộ, một số vòng đấu Cúp nữa đã diễn ra và Paderborn đã bị loại. Trận đấu không được đá lại và thẻ đỏ của Mpenza bị hủy bỏ. HSV đã được thưởng 500.000 euro tiền bồi thường và cũng được thưởng một trận đấu quốc tế của Đức trên sân nhà của câu lạc bộ , điều này có thể tạo thêm doanh thu 1,5 triệu euro.
- 27 August 2004 Rot-Weiss Essen – FC Rot-Weiß Erfurt 0–0

Trận đấu thứ 2 Bundesliga này do Hoyzer làm trọng tài. Không có quyết định thao túng. Trận đấu không được đá lại và kết quả được giữ nguyên.
- 21 September 2004 1. FC Nürnberg – LR Ahlen 2–3

Trận đấu mở màn Cúp quốc gia Đức này do Hoyzer làm trọng tài. Không có quyết định thao túng. Trận đấu không được đá lại và kết quả được giữ nguyên.
- 26 September 2004 MSV Duisburg – SpVgg Greuther Fürth 1–0

Trận đấu 2. Bundesliga này do Hoyzer làm trọng tài và Fürth đã đệ đơn phản đối. Người ta xác định rằng đã có nỗ lực thao túng trận đấu nhưng nỗ lực đó không ảnh hưởng đến kết quả. Trận đấu không được đá lại và kết quả được giữ nguyên.
- 22 October 2004 LR Ahlen – SV Wacker Burghausen 1–0

Trận đấu 2. Bundesliga này được làm trọng tài bởi Hoyzer, người thừa nhận đã thao túng trận đấu bằng cách trao cho Ahlen một quả phạt đền đáng nghi vấn. Trận đấu được diễn lại vào gần cuối mùa giải vào ngày 27 tháng 4 năm 2005 và Burghausen có thể đảo ngược kết quả với chiến thắng 3–1. Kết quả này không ảnh hưởng đáng kể đến vị trí của hai câu lạc bộ trên bảng xếp hạng. Không có khoản bồi thường nào khác được yêu cầu.
- 6 November 2004 KFC Uerdingen 05 – VfL Osnabrück 1–4

Trận đấu Regionalliga Nord này do Hoyzer làm trọng tài. Không có quyết định thao túng. Trận đấu không được đá lại và kết quả được giữ nguyên
- 28 November 2004 SpVgg Unterhaching – 1. FC Saarbrücken 1–3

Trận đấu 2. Bundesliga này được làm trọng tài bởi Hoyzer, người đã thừa nhận đã thao túng trận đấu bằng cách trao cho Unterhaching một quả phạt đền đáng nghi vấn. Quả phạt đền lẽ ra có thể giúp trận đấu hòa với tỷ số 2–2 đã bị bỏ lỡ. Nỗ lực thao túng trò chơi không ảnh hưởng đến kết quả của nó và kết quả vẫn được giữ nguyên. Không có khoản bồi thường nào khác được yêu cầu.
- 3 December 2004 Karlsruher SC – MSV Duisburg 0–3

Trận đấu thứ 2 này Bundesliga do Dominik Marks làm trọng tài. Hoyzer làm chứng rằng Marks đã nhận tiền để cố gắng thao túng kết quả. KSC đã nộp đơn phản đối kết quả này. Mặc dù xác định rằng có nỗ lực thao túng trận đấu nhưng người ta đánh giá rằng nỗ lực đó không ảnh hưởng đến kết quả. Trận đấu không được đá lại và kết quả được giữ nguyên.